# 拉斯洛二世
拉斯洛二世（匈牙利語：II. László；1131年—1163年1月14日），阿爾帕德王朝的匈牙利及克羅地亞國王（1162年—1163年在位），其王位係奪取自姪子伊什特萬三世。
拉斯洛二世是貝拉二世與其妻子塞爾維亞公主海倫娜所生的次子，也是蓋薩二世的弟弟及伊什特萬四世的兄長。

## 早年
1129年，當伊什特萬二世知道其堂弟貝拉二世並未死去時，他很高興並接他回國，賜托爾瑙為他的封地，並為他娶了塞爾維亞公主伊洛娜為妻。1131年，拉斯洛二世出生。同年春天，伊什特萬二世逝世，他的指定繼承人掃羅亦於同年早前逝世。王位由貝拉二世繼承。數月後，伊洛娜帶了長子蓋薩及次子拉斯洛在阿拉德舉行集會，在此她下令屠殺了68位因他們的意見而弄盲貝拉二世的大臣。
1137年，拉斯洛被封為波斯尼亞公爵，當時只有六歲，他從沒有統治波斯尼亞。1141年，父親貝拉二世逝世時，繼位的兄長蓋薩二世仍是孩童，由母親伊洛娜及舅父別勞許攝政。
1157年，三弟伊什特萬得到舅父別勞許支持，意圖推翻蓋薩二世。當蓋薩二世平定此次叛亂，伊什特萬出逃至神聖羅馬帝國投靠腓特烈一世，蓋薩二世派出使者承諾襄助神聖羅馬帝國出兵米蘭公國，以換取他不支持伊什特萬。伊什特萬只好逃至君士坦丁堡。1159年，拉斯洛亦意圖推翻蓋薩二世，失敗後，亦逃至君士坦丁堡。1162年，蓋薩二世逝世，由他的15歲長子伊什特萬三世繼承王位。

## 統治期間
拜占庭帝國科穆寧王朝的皇帝曼努埃爾一世賄賂匈牙利的領主們支持伊什特萬三世的叔叔伊什特萬四世，但是匈牙利的領主們並不希望受曼努埃爾一世操控的伊什特萬四世繼承王位，傾向支持其兄拉斯洛二世繼位。拉斯洛二世遂宣佈繼承王位。伊什特萬三世加冕六星期後，他的支持者於考普堡大敗，於是伊什特萬三世被迫出逃奧地利。
1162年7月，因艾斯特根主教盧卡奇拒絕為拉斯洛二世加冕，加冕儀式由洛喬-凱奇凱梅特主教主持。盧卡奇因而對拉斯洛二世處以絕罰。拉斯洛二世即位後，將三分之一的領土賜給其弟伊什特萬四世以成立公國，並下令伊什特萬四世為他的繼承人。
拉斯洛二世於1163年1月14日逝世，由伊什特萬四世繼承王位。
| 拉斯洛二世 阿爾帕德王朝1月14日的分支出生于：1131年逝世於：1163年 | 拉斯洛二世 阿爾帕德王朝1月14日的分支出生于：1131年逝世於：1163年 | 拉斯洛二世 阿爾帕德王朝1月14日的分支出生于：1131年逝世於：1163年 |
| 統治者頭銜                                                       | 統治者頭銜                                                       | 統治者頭銜                                                       |
| ---------------------------------------------------------------- | ---------------------------------------------------------------- | ---------------------------------------------------------------- |
| 前任者： 伊什特萬三世                                            | 匈牙利國王 1162年–1163年                                         | 繼任者： 伊什特萬四世                                            |